# Démocratie liquide
La démocratie liquide, aussi appelée démocratie délégative, est une forme de gouvernement démocratique où, pour chaque scrutin, le votant dispose de la possibilité soit de voter directement, soit de s'abstenir, soit éventuellement de transférer son droit de vote à un délégué de son choix. Ce principe étant valable également pour chaque délégué, la délégation est dite « en cascade » .
On peut considérer ce système comme une synthèse entre la démocratie directe et la démocratie représentative. D'invention assez récente, cette innovation organisationnelle connaît un écho particulier dans le milieu informatique.

## Historique de l'expression
L'expression démocratie liquide emprunte sa terminologie à Zygmunt Bauman. En 1998, il lance sa métaphore de la « société liquide » (liquid society), concept pour lequel il opte afin de remplacer celui de postmodernité. La « société liquide » s’oppose à la « société solide » où les structures de l’organisation commune seraient créées collectivement. Dans la « société liquide », l’unique référence est l’individu intégré par son acte de consommation. Statut social, identité ou réussite ne sont définis qu’en termes de choix individuels et peuvent varier, fluctuer rapidement au gré des exigences de flexibilité. Il définit les relations sociales comme de plus en plus impalpables dans la société actuelle. Il prend l'exemple de l'amour ou du sentiment comme témoin de cet impalpabilité de relations fondées « jusqu’à nouvel ordre » : la société est liquide, parce que les liens permanents entre homme et femme sont devenus impossibles.

## Principes de la démocratie liquide

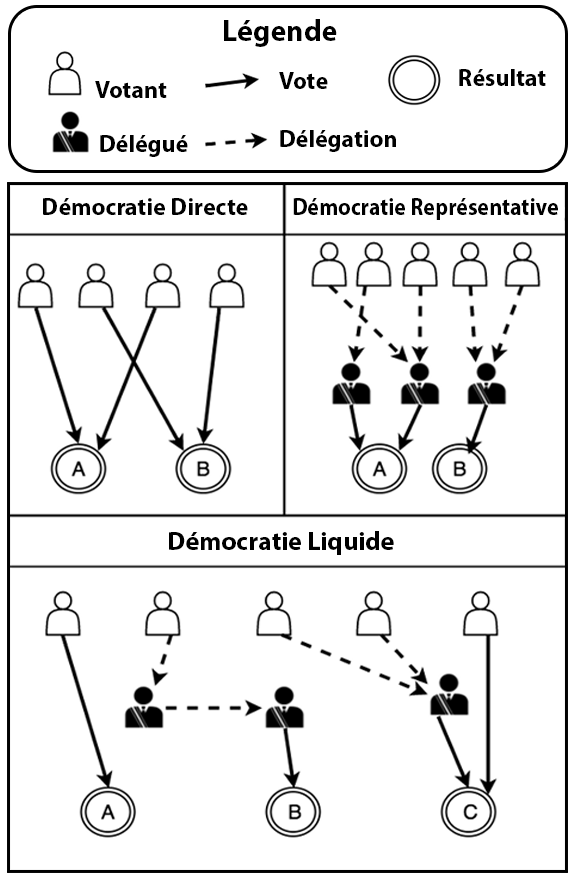
Schéma comparatif de la Démocratie liquide avec la Démocratie directe et la Démocratie représentative, par Dominik Schiener.

Le concept de démocratie liquide a été détaillé notamment par Bryan Ford dans son article Delegative Democracy. Ses principes sont les suivants :
- Choix du rôle : chaque membre peut choisir d'occuper soit un rôle passif en qualité d'individu (la personne vote directement sur le sujet[5][source insuffisante]), soit un rôle actif en qualité de délégué (la personne représente ceux qui lui ont accordé leur droit de vote[5]). On note ici la différence avec la forme représentative où seulement des représentants spécifiques sont autorisés. Les délégués peuvent choisir l'importance et le domaine de leur implication[5].
- Facilité d'accès : la difficulté et le coût engendré par le fait de devenir un délégué sont faibles. Il n'y a ni frais de campagne ni de compétition élective induite.
- Délégation d'autorité : les délégués exercent leur pouvoir dans les processus d'organisation en leur nom et au nom des individus qui les ont choisis en tant que délégués. Différents délégués peuvent, néanmoins, exercer différents niveaux de pouvoir décisionnel.
- Confidentialité : pour éviter la pression sociale ou la contrainte qui pourraient influencer les individus, les votes sont à bulletins secrets.
- Responsabilité des délégués : afin d'assurer la responsabilité des délégués envers leurs électeurs et la communauté au sens large, toutes leurs décisions sont prises en public.
- Spécialisation par re-délégation : les délégués peuvent ne pas uniquement agir directement au nom des individus, ils peuvent aussi déléguer leur pouvoir entre eux. Le délégué choisi sera alors considéré comme spécialiste d'un domaine.

Les variations autour de ce modèle général existent. Par exemple, dans le livre « Joy of Revolution », les délégués peuvent devenir spécialistes par le seul vote des individus. De plus, ces principes généraux peuvent se voir agrémentés de « fluidité » de telle sorte que les individus puissent réviser leur vote à n'importe quel moment, en changeant de délégué pour en récuser un qui ne se comporterait pas comme attendu, ou seulement parce que leur vision du problème a évolué[réf. souhaitée].

## Comparaison avec la démocratie représentative
Il est crucial pour comprendre la démocratie liquide de bien appréhender le concept de démocratie représentative. En effet, la démocratie représentative est vue comme une forme de gouvernance où un seul vainqueur est choisi pour exercer son pouvoir dans un secteur déterminé avec une remise en cause de son statut à la fin de son mandat uniquement ou bien, dans quelques cas particuliers, si des élections anticipées sont organisées (par exemple en cas de dissolution de l'assemblée nationale, les élections législatives sont organisées une nouvelle fois).
Cela représente une démarcation avec les formes délégatives. Les délégués n'ont en effet pas de limite à leur mandat ni ne représentent une fonction spécifique. Les différences clés avec le système représentatif peuvent se résumer ainsi :
- La durée du mandat est facultative ;
- La participation directe des individus est possible ;
- Le pouvoir du délégué est décidé par l'association volontaire d'individus plutôt que grâce à une victoire électorale pour une juridiction prédéfinie (voir aussi le Scrutin à vote unique transférable) ;
- Les délégués peuvent être récusés à n'importe quel moment et dans n'importe quelle proportion ;
- Souvent, les votants ont l'autorité pour rejeter une loi via un référendum populaire ce qui n'est généralement pas le cas en démocratie représentative ;
- La possibilité de différencier quels pouvoirs sont légués par les individus existe. Par exemple, on peut choisir un délégué uniquement pour les questions agricoles et/ou militaires.

## Comparaison avec la démocratie directe
La démocratie directe est une forme de gouvernance populaire où toutes les décisions collectives sont prises via le vote direct des membres de la communauté. Les deux différences principales sont :
1. La participation directe aux scrutins est facultative pour l'individu. La démocratie liquide peut en ce sens être appelée « démocratie volontaire directe » dans le sens où l'individu peut choisir d'être partie prenante des décisions, ou bien il peut décider de s'abstenir ou de déléguer son vote s'il manque de temps ou d'intérêt pour voter sur le sujet[5].
2. Critique des décisions. Bien que non perçu comme un avantage, les décisions peuvent (suivant les règles choisies) être critiquées et révisées par les membres de la communauté. C'est une différence avec la démocratie directe où les décisions peuvent seulement être changées, les membres ayant déjà délibéré sur le sujet.

En dehors de ces deux différences, les modèles délégatifs sont vus essentiellement comme une forme de démocratie directe. Certains même l'appelant une « démocratie directe à mandataires délégués » (bien que cela soit peu commun).

## Inconvénient
Cette forme de démocratie ne permet pas de garantir formellement à la fois l'anonymat du vote et la sincérité du scrutin, vérifier le second impliquant de fragiliser le premier. Elle peut aussi favoriser le commerce de votes.

## Exemples notables
Les règles internes de la Commune de Paris (1871) sont vues comme précurseurs de formes modernes et plus formelles de démocratie liquide[citation nécessaire].
Les premiers Soviets, en 1905 et 1917, avant la révolution d'octobre 1917.[Quoi ?] La démocratie liquide originelle a ensuite graduellement été remplacée par des formes de gouvernance représentatives.
Inspiré par le Parti des pirates allemand, les partis pirates français, italien (en), norvégien et néerlandais (en) utilisent la démocratie liquide en leur sein.